# Christian Iddon
Christian Iddon (Stockport, 7 gennaio 1985) è un pilota motociclistico britannico.
Anche suo padre, Paul Iddon, ha corso come pilota motociclistico professionista.

## Carriera
Ha iniziato la carriera nel motociclismo con le minicross ed in seguito nel motocross, per passare al Supermotard a partire dal 2002.
Dopo l'esordio a 18 anni in Husaberg nel campionato del Mondo Supermoto, nel 2006 e 2007 corre con il team ufficiale Aprilia Off Road rispettivamente in S1 e S2. Dal 2008 corre ancora nella categoria S2 del Mondiale Supermoto con Aprilia ma non più nel team Off Road, bensì nel team satellite PMR H2O. Sempre nel 2008 fa le sue prime apparizioni nelle gare di velocità, partecipando ad alcune gare del campionato Britannico Streetfighter (vincendo tutte le gare) e un round del campionato Britannico Superstock Junior, che conclude 5º. Durante l'anno ha dovuto saltare due gare a causa della rottura di entrambi i polsi in allenamento.
Dal 2009 si conclude il rapporto con Aprilia e il pilota debutta in KTM nel team Motoracing supportato da KTM Italia. A metà campionato il pilota britannico è però scaricato dal team per mancato rispetto degli accordi interni, ed è così costretto ad abbandonare il campionato. Durante il 2009 si cimenta ancora in alcune gare di velocità, come la KTM RC8 Cup (dove coglie numerosi podi fin dalle prime gare), e in sella a una Honda Fireblade una prova del campionato Britannico Superstock 1000 ottenendo un 6º posto. A fine anno chiude la stagione con la partecipazione al campionato Australiano Supermoto su una Aprilia VDB Replica del team Gold Coast di Josh McFarlane.
Dopo esser divenuto nel 2009 definitivamente il superider britannico più titolato, decide di lasciare il Supermotard per continuare la propria carriera in Superbike, nel campionato Britannico con il team SMT Racing. Nel 2010 prende parte a due gare del campionato mondiale Supersport, la prima come wildcard con la CBR600RR del team Parkalgar Honda, la seconda come pilota sostitutivo con il team Cresto Guide Racing. Grazie al dodicesimo posto ottenuto al gran premio di Germania al Nürburgring si posiziona trentesimo nella graduatoria piloti con 4 punti. Nel 2011 continua a disputare il campionato Britannico Supersport (BSS) passando al team Triumph Oxford Tag, in sella ad una Triumph Daytona 675. Termina la stagione al sesto posto (a pari punti col quinto) collezionando 5 piazzamenti a podio complessivi e finendo consecutivamente nei primi quattro nelle ultime 9 gare.
Nel 2012 partecipa ancora al campionato Britannico di Supersport, rimanendo nello stesso team e con la stessa moto. Completa la stagione chiudendo al quarto posto con 285,5 punti all'attivo, frutto di 2 vittorie e nove podi complessivi. Ottiene inoltre una pole position e tre giri veloci. Nel 2013 torna nel campionato mondiale Supersport, portando in pista la MV Agusta F3 675 del team ParkinGo MV Agusta Corse. Porta a termine la sua prima stagione completa, chiudendo al quindicesimo posto con 45 punti all'attivo, con un terzo posto a Magny-Cours come miglior risultato.
Nel 2014 partecipa al campionato mondiale Superbike in sella ad una Bimota BB3 in configurazione EVO del team Bimota Alstare. Iddon finisce alcune gare in zona punti ma i risultati non vengono omologati perché la casa italiana non ha prodotto un numero di motociclette di serie sufficiente, come previsto dal regolamento. Negli anni successivi si dedica alle corse in ambito nazionale, tornando a gareggiare in Superbike. Nel 2024, in sella ad una Ducati Panigale, chiude sesto con otto piazzamenti a podio tra cui una vittoria.

## Risultati in gara

### Campionato mondiale Supersport
| 2010 | Moto  |  |  |  |  |  |  |  |  |  |    |    |  |  |  | Punti | Pos. |
| ---- | ----- |  |  |  |  |  |  |  |  |  | -- | -- |  |  |  | ----- | ---- |
| 2010 | Honda |  |  |  |  |  |  |  |  |  | 17 | 12 |  |  |  | 4     | 30º  |

| 2013 | Moto      |    |     |    |    |     |    |    |    |   |    |     |   |     |  | Punti | Pos. |
| ---- | --------- | -- | --- | -- | -- | --- | -- | -- | -- | - | -- | --- | - | --- |  | ----- | ---- |
| 2013 | MV Agusta | 21 | Rit | 11 | 13 | Rit | 10 | NP | AN | 5 | 12 | Rit | 3 | Rit |  | 45    | 15º  |

| Legenda | 1º posto        | 2º posto            | 3º posto           | A punti      | Senza punti        | Grassetto – Pole position Corsivo – Giro più veloce |
| Legenda | Gara non valida | Non qual./Non part. | Ritirato/Non class | Squalificato | '-' Dato non disp. | Grassetto – Pole position Corsivo – Giro più veloce |

### Campionato mondiale Superbike
| 2014 | Moto   |  |  |    |    |    |    |    |    |    |    |    |    |    |    |    |    |    |    |  |  |  |  |  |  |  |  |  |  | Punti | Pos. |
| ---- | ------ |  |  | -- | -- | -- | -- | -- | -- | -- | -- | -- | -- | -- | -- | -- | -- | -- | -- |  |  |  |  |  |  |  |  |  |  | ----- | ---- |
| 2014 | Bimota |  |  | NV | NV | NV | NV | NV | NV | NV | NV | NV | NV | NV | NV | NV | NV | NV | NV |  |  |  |  |  |  |  |  |  |  | 0     |      |

| Legenda | 1º posto        | 2º posto            | 3º posto           | A punti      | Senza punti        | Grassetto – Pole position Corsivo – Giro più veloce |
| Legenda | Gara non valida | Non qual./Non part. | Ritirato/Non class | Squalificato | '-' Dato non disp. | Grassetto – Pole position Corsivo – Giro più veloce |

## Altri risultati
- 1998: 3º posto Campionato Inglese Motocross 80cc
- 2000: 4º posto Campionato Inglese Motocross 100cc
- 2002: Debutto nel Supermotard (Campionato Inglese e Mondiale) - più giovane superider a ottenere una qualificazione europea
- 2003: Campione Inglese Supermoto classe 650 (su Husaberg)
- 2003: Campione Inglese Supermoto classe Open (su Husaberg)
- 2003: 10º posto Campionato Europeo Supermoto classe 450cc (su Husaberg)
- 2003: 10º posto Campionato Europeo Supermoto classe 650cc (su Husaberg) - più giovane superider a ottenere un podio europeo
- 2003: 21º posto Campionato Mondiale Supermoto (su Husaberg) - miglior giovane
- 2003: 8º posto generale Supermoto delle Nazioni (Team England) (su Husaberg)
- 2003-04: Campione Invernale Inglese Supermoto classe 650
- 2003-04: Campione Invernale Inglese Supermoto classe Open
- 2004: 3º posto Campionato Inglese Supermoto classe 450 (su Husqvarna)
- 2004: 3º posto Campionato Inglese Supermoto classe Open (su Husqvarna)
- 2004: 7º posto Campionato Tedesco Supermoto classe 450cc (3 gare su 6) (su Husqvarna)
- 2004: 16º posto Campionato Tedesco Supermoto classe Open (2 gare su 6) (su Husqvarna)
- 2004: 13º posto Campionato del Mondo Supermoto S2 (su Husqvarna)
- 2004: 8º posto generale Supermoto delle Nazioni (Team England) (su Husqvarna)
- 2005: 17º posto Campionato Spagnolo Supermoto (1 gara su 5) (su Husaberg)
- 2005: Campione Inglese Supermoto S1 (su Husaberg)
- 2005: Campione Inglese Supermoto Open (su Husaberg)
- 2005: 6º posto Campionato Mondiale Supermoto S1 (su Husaberg)
- 2006: 7º posto Campionato Inglese Supermoto S1 (2 gare su 8) (su Aprilia)
- 2006: 21º posto Campionato Inglese Supermoto S2 (1 gara su 8) (su Aprilia)
- 2006: 25º posto Campionato Internazionale d'Italia Supermoto classe Prestige (2 gare su 6) (su Aprilia)
- 2006: 4º posto Campionato Mondiale Supermoto S1 (su Aprilia)
- 2006: 3º posto generale al Supermoto delle Nazioni (Team England) (su Aprilia)
- 2007: Campione Inglese Supermoto S2 (su Aprilia)
- 2007: Campione Inglese Supermoto Open (su Aprilia)
- 2007: 9º posto Campionato Internazionale d'Italia Supermoto S2 (3 gare su 6) (su Aprilia)
- 2007: 3º posto Campionato Mondiale Supermoto S2 (su Aprilia)
- 2007: 3º posto generale al Supermoto delle Nazioni (Team England) (su Aprilia)
- 2007: Vincitore King Of The Hill (su Aprilia)
- 2008: Partecipazione Campionato Inglese Streetfighter (vittoria di ogni gara) (su Aprilia)
- 2008: Partecipazione Campionato Inglese Superstock Junior (5º posto nella gara di debutto)
- 2008: Campione Inglese Supermoto S2 (su Aprilia)
- 2008: Campione Inglese Supermoto Open (su Aprilia)
- 2008: 19º posto Campionato Internazionale d'Italia Supermoto S2 (1 gara su 6) (su Aprilia)
- 2008: 6º posto Campionato del Mondo Supermoto S2 (su Aprilia) - infortunio
- 2008: Vincitore King Of The Hill (su Aprilia)
- 2009: Partecipazione KTM RC8 Cup (4 podi su 8 gare disputate) (su KTM)
- 2009: Partecipazione Campionato Inglese Superstock 1000 (6º posto nella gara di debutto) (su Honda)
- 2009: 5º posto Campionato Australiano Supermoto S2 (su Aprilia)
- 2009: Campione Inglese Supermoto Elite (su KTM)
- 2009: 29º posto Campionato Internazionale d'Italia Supermoto (2 gare su 5) (su KTM)
- 2009: 11º posto Campionato del Mondo Supermoto S2 (4 GP su 7) (su KTM)
- 2009: Vincitore King Of The Hill (su KTM)
- 2010: 2º posto Campionato Australiano Supermoto S1 (su KTM)
- 2010: 32º posto Campionato Inglese Supersport (2 gare su 12) (su Honda)
- 2010: 28º posto Campionato Inglese Superbike (6 gare su 12) (su Honda)
- 2010: Vincitore King Of The Hill (su Husaberg)
- 2011: 6º posto Campionato Inglese Supersport (su Triumph)
- 2012: 4º posto Campionato Inglese Supersport (su Triumph)